# Fideikomis uniwersalny
Fideikomis uniwersalny (fideicommissum hereditatis) — w prawie rzymskim rodzaj zapisu, w którym testator polecał dziedzicowi (zwanemu w tym przypadku heres fiduciarius, tj. dziedzicem powierniczym) wydanie całego spadku osobie trzeciej zwanej fideikomisariuszem (fideicomissarius). Początkowo fideikomisariusz nabywał wyłącznie aktywa spadku, co doprowadzało do sytuacji, w której spadkobierca pozbawiony aktywów spadku, a dziedziczący długi spadkowe, odrzucał spadek, co powodowało wygaśnięcie fideikomisu uniwersalnego. W celu polepszenia sytuacji spadkobiercy wydano dwa senatus consulta. Senatus consultum Trebellianum stanowiło, że fideikomisariusz uniwersalny przejmował od spadkobiercy zarówno aktywa, jak i pasywa spadkowe. Natomiast senatus consultum Pegasianum ustanawiało tzw. kwartę pegaziańską, chroniącą interesy majątkowe dziedzica.